# 賀川ゆき絵
賀川 ゆき絵（かがわ ゆきえ、1948年2月1日 - ）は、日本の女優・歌手。別芸名：賀川 雪絵。本名およびデビュー時の芸名は西 尋子（にし ひろこ）。
東京都出身。関西芸能学院卒業。

## 来歴・人物
1966年、大映京都第4期ニューフェイス（同期には平泉成など）として大映に入社し、『大怪獣決闘 ガメラ対バルゴン』でデビュー。翌年の1968年、大映を退社してフリーとなり、同年の映画『徳川女系図』より賀川 雪絵に改名。その後、数多くの東映作品で女の業を印象付ける役を演じ、石井輝男監督の『明治大正昭和 猟奇犯罪史』（1969年）では阿部定役を演じた。実際に阿部定本人とも対談し、役作りの面で大いに参考になったと語っている。石井が手掛けた「異常性愛路線」では脚本の時点から出演することが想定されており、ほぼ全作品出演している。
1978年の特撮テレビドラマ『スパイダーマン』アマゾネス役以降、特撮作品の悪役が定着した。『スパイダーマン』への出演の際「自分が演じていることが分かるようにしてほしい」という要望を出し、その結果「吉田冴子」というアマゾネスの表の顔が設定された。『スパイダーマン』で共演した三浦リカと大山いづみとは本作で親しくなり、作品終了後も交流が続いた。
1993年、賀川 ゆき絵に改名。

## 主な出演

### 映画
- 大怪獣決闘 ガメラ対バルゴン（1966年、大映）※西尋子名義
- 早射ち犬（1967年、大映）※西尋子名義
- 徳川女系図（1968年、東映） - おさよ
- 東シナ海（1968年、日活)
- 怪談残酷物語（1968年、松竹） - お花
- 温泉あんま芸者（1968年、東映） - 蔦子
- 怪談 蛇女（1968年、東映） - 大沼きぬ
- 徳川女刑罰史（1968年、東映）- 玲宝
- 残酷・異常・虐待物語 元禄女系図（1969年、東映） - お紺
- 謝国権「愛」より （秘）性と生活（1969年、東映） - 黒田清子
- 異常性愛記録 ハレンチ（1969年、東映） - 冬子
- (秘)女子大生 妊娠中絶（1969年、東映）
- 妖艶毒婦伝 人斬りお勝（1969年、東映） - お咲
- 徳川いれずみ師 責め地獄（1969年、東映） - 女牢名主
- やくざ刑罰史 私刑（1969年、東映） - お民
- 明治大正昭和 猟奇女犯罪史（1969年、東映） - 阿部定
- 日本暗殺秘録（1969年、東映）- 民子
- 不良番長 どぶ鼠作戦（1969年、東映）
- 江戸川乱歩全集 恐怖奇形人間（1969年、東映） - 静子
- 殺し屋人別帳（1970年、東映） - 佐知子
- 監獄人別帳（1970年、東映） - 珠枝
- 戦後秘話 宝石略奪（1970年、東映）- 売春婦
- 夜遊びの帝王（1970年、東映）- 早苗
- (秘)セックス恐怖症（1970年、東映）- 二本柳沢子
- 女たらしの帝王（1970年、東映）
- ずべ公番長シリーズ
  - ずべ公番長 夢は夜ひらく（1970年、東映） - 冬木マリ
  - ずべ公番長 東京流れ者（1970年、東映） - 冬木マリ
  - ずべ公番長 はまぐれ数え唄（1971年、東映） - 冬木マリ
  - ずべ公番長 ざんげの値打もない（1971年、東映） - 河内のお紋
- 経験（1970年、東映） - 小松十志子
- (秘)女子大寮（1970年、東映）
- 関東テキヤ一家 喧嘩火祭り（1971年、東映） - ハイジャッキ
- やくざ刑事 恐怖の毒ガス（1971年、東映） - 早苗
- すいばれ一家 男になりたい（1971年、東映）
- セックス喜劇 鼻血ブー（1971年、東映）
- 夜の手配師 すけ千人斬り（1971年、東映）
- 女番長ブルース 牝蜂の逆襲（1971年、東映） - 恐喝のジュン
- 木枯し紋次郎（1972年、東映） - お花
- 木枯し紋次郎 関わりござんせん（1972年、東映） - まん
- 銀蝶流れ者 牝猫博奕（1972年、東映） - 美代子
- 女囚さそり 第41雑居房（1972年、東映） - 安木富子
- 夜の歌謡シリーズ 女のみち（1973年、東映）
- 唐獅子警察（1974年、東映）- 福田キヨ
- 仁義なき戦い 頂上作戦（1974年、東映） - 明美
- 仁義なき戦い 完結篇（1974年、東映） - 江里
- 暴動島根刑務所（1975年、東映） - 江口あき
- スパイダーマン（1978年、東映） - 吉田冴子=アマゾネス
- 太陽戦隊サンバルカン（1981年、東映） - アマゾンキラー
- 浪人街（1990年、松竹） - おつや
- 三たびの海峡（1995年、松竹）
- 実録 新宿の顔 新宿愚連隊物語（1997年、ムービーブラザース） - 桂礼子
- 実録 新宿の顔2 新宿愚連隊物語（1997年、ムービーブラザース） - 桂礼子
- 新極道渡世の素敵な面々 きりとりブルース（1999年、ムービーブラザース）

### テレビドラマ
- ザ・ガードマン（TBS / 大映テレビ室） ※西尋子名義
  - 第69話「宝島は太陽の下に」（1966年）
  - 第71話「見えない敵」（1966年）
- キイハンター（TBS / 東映）
  - 第29話「その名は女番外地」（1968年）
  - 第43話「幽霊と5人の札つき女」（1969年）
  - 第166話「ヨーイ・ドン! 赤頭巾で殺人ごっこ」（1971年）
  - 第176話「キャー! 幽霊屋敷で今晩は」（1971年） - マヤ
  - 第213話「ずっこけスパイ ハレンチ大学」（1972年） - リタ
- ブラックチェンバー（1969年、CX / 東映） - 南恭子
- 特命捜査室（1969年、CX / 東映） ※『ブラックチェンバー』の続編
- プレイガールシリーズ（12ch / 東映）
  - プレイガール
    - 第35話「夫は外でなにをしていた?」（1969年）
    - 第122話「怪談 砂漠東京に骨がころがる」（1971年） - はるみ
    - 第147話「裏切り者は骨まで砕け」（1972年） - 松木節子
    - 第169話「欺す女にだまされて」（1972年） ｰ あや子
    - 第203話「女番長対プレイガール」（1973年） - 男殺しの雪絵
    - 第214話「ライフルよ乳房を狙え!」（1973年） - みずえ
    - 第251話「何で私を裸で殺すの!?」（1974年） - 三雲華恵
    - 第267話「怪談 美女・呪いの湖」（1974年） - 早苗

  - プレイガールQ
    - 第62話「初笑い! 裸でびっくりお色気合戦」（1976年） - 加東幸子
- フラワーアクション009ノ1 第10話「くたばれギャンブルガール」（1969年、CX / 東映） - ギャンブリング・ドール1号
- ゴールドアイ 第5話「恐怖の遊戯」（1970年、NTV / 東映）
- 徳川おんな絵巻 第7話「お妾拝領仕る」・第8話「嫁地獄」（1970年、KTV / 東映）
- 大坂城の女（1970年、KTV / 東映）
- シークレット部隊 第13話「セクシー女優殺人事件」（1972年、TBS / 大映テレビ） ※一人二役
- 忍法かげろう斬り 第16話「生きていた怨霊」（1972年、KTV / 東映） - お蝶
- 眠狂四郎 第1話「夕焼けに肌が散る」（1972年、KTV）
- 子連れ狼 第1部 第3話「鳥に翼 獣に牙」（1973年、NTV / ユニオン映画） - お仙
- 唖侍 鬼一法眼 第14話「花の舞台」（1974年、NTV / 勝プロ） - お蝶
- ザ・ボディガード 第4話「妻の座が崩れる時」（1974年、NET / 東映） - 相沢（玉川伊佐男）の情婦
- 大江戸捜査網 （12ch / 三船プロ）
  - 第42話「渡る世間に鬼がいた」（1974年） - おかつ
  - 第485話「連続暴行魔 女風呂の罠」（1983年） - お滝
- 斬り抜ける 第10話「女が炎になるとき」（1974年、ABC  / 松竹） - けい
- スーパー戦隊シリーズ（NET→ANB / 東映）
  - 秘密戦隊ゴレンジャー 第19話「青い火花! 海に浮かぶスパイ戦線」（1975年）- ミス・サファイヤ
  - バトルフィーバーJ 第21話「恐竜半島へ突撃!!」・第22話「女スパイ団の逆襲」（1979年） - 女スパイ・ゼロ1
  - 太陽戦隊サンバルカン（1981年） - アマゾンキラー
- 影同心 第23話「花嫁買って殺し節」（1975年、MBS / 東映） - 高尾太夫
- 伝七捕物帳 （NTV / ユニオン映画）
  - 第110話「父と呼ばれて15年」（1976年） - 染香
  - 第138話「義母の心 娘知らず」（1977年） - お咲
- 五街道まっしぐら! 第8話「三国峠に鬼女が舞う」（1976年、NET / 東映）
- 非情のライセンス 第2シリーズ 第83話「兇悪の捜査」（1976年、NET / 東映） - 竹川千鶴
- 太陽にほえろ! 第201話「にわか雨」（1976年、NTV / 東宝） - 松井登美子
- 大都会 PARTII 第11話「対決」（1977年、NTV / 石原プロ） - 小室組長（近藤宏）の情婦
- 遠山の金さん 第1シリーズ 第89話「呼びとめた女」（1977年、ANB / 東映）- おもん
- スパイダーマン（1978年、12ch / 東映） - 吉田冴子 = アマゾネス
- ザ・サスペンス / スイートホーム殺人事件（1983年、TBS）
- 新ハングマン 第25話「女カメラマンを狙う謎の被写体」（1984年、ABC / 松竹） - 倉田の愛人
- 巨獣特捜ジャスピオン（1985年、ANB / 東映） - ギルマーザ
- 女と愛とミステリー / 顔のない女（2001年、BSジャパン / TX）

### バラエティ
- クイズ!脳ベルSHOW（2020年4月27日・28日、BSフジ） - ゲスト

### ビデオ
- 爆走トラッカー軍団3 紅薔薇軍団参上!（1993年、ケイエスエス）

### 舞台
- みずぐるま

## ディスコグラフィー

### シングル
- 一年は裏切りの季節-MEMORY OF MY LOVE-／新宿の夜は濡れている-SHINJUKU STORY-（1971年11月・日本コロムビア）
- やさぐれブルース／野良犬
- 石蕗の花のように／Dominoes

### オムニバスアルバム
- 魅惑のムード☆秘宝館（2003年）-「一年は裏切りの季節」を収録
- 怨歌情死考〜女たちの挽歌〜（2017年12月20日）-「一年は裏切りの季節」、「新宿の夜は濡れている」を収録